# Oacoma
Oacoma è un comune (town) degli Stati Uniti d'America della contea di Lyman nello Stato del Dakota del Sud. La popolazione era di 451 abitanti al censimento del 2010. Oacoma si trova sulla sponda occidentale del fiume Missouri, di fronte alla città di Chamberlain.

## Geografia fisica
Secondo lo United States Census Bureau, la città ha una superficie totale di 10,83 km², dei quali 6,72 km² di territorio e 4,11 km² di acque interne (37,97% del totale).
Ad Oacoma è stato assegnato lo ZIP code 57365 e lo FIPS place code 46180.

## Storia
Il 17 settembre 1804, Lewis e Clark si accamparono sulla sponda occidentale del fiume Missouri, vicino American Island, dove oggi si trova Oacoma. Durante il resto del XIX secolo, l'area era un punto di sosta per esploratori, commercianti di pellicce e guidatori di piroscafi. La città di Oacoma fu progettata nel 1891 come capoluogo della nuova contea di Lyman; successivamente il capoluogo fu trasferito a Kennebec nel 1922. La Chicago, Milwaukee, St. Paul and Pacific Railroad arrivò ad Oacoma nel 1905.

## Società

### Evoluzione demografica
Secondo il censimento del 2010, la popolazione era di 451 abitanti.

### Etnie e minoranze straniere
Secondo il censimento del 2010, la composizione etnica della città era formata dall'88,91% di bianchi, lo 0,22% di afroamericani, il 6,43% di nativi americani, lo 0,44% di asiatici, lo 0% di oceanici, lo 0,67% di altre razze, e il 3,33% di due o più etnie. Ispanici o latinos di qualunque razza erano l'1,77% della popolazione.